# Greenfield (Massachusetts)
Greenfield is een plaats (city) in de Amerikaanse staat Massachusetts, en valt bestuurlijk gezien onder Franklin County, waarvan het de hoofdplaats is.

## Demografie
Bij de volkstelling in 2000 werd het aantal inwoners vastgesteld op 18.168.

## Geografie
Volgens het United States Census Bureau beslaat de plaats een oppervlakte van
56,8 km², waarvan 56,3 km² land en 0,5 km² water. Greenfield ligt op ongeveer 47 m boven zeeniveau.

## Plaatsen in de nabije omgeving
De onderstaande figuur toont nabijgelegen plaatsen in een straal van 20 km rond Greenfield.